# Iglesia de San Gonzalo (Vitória)

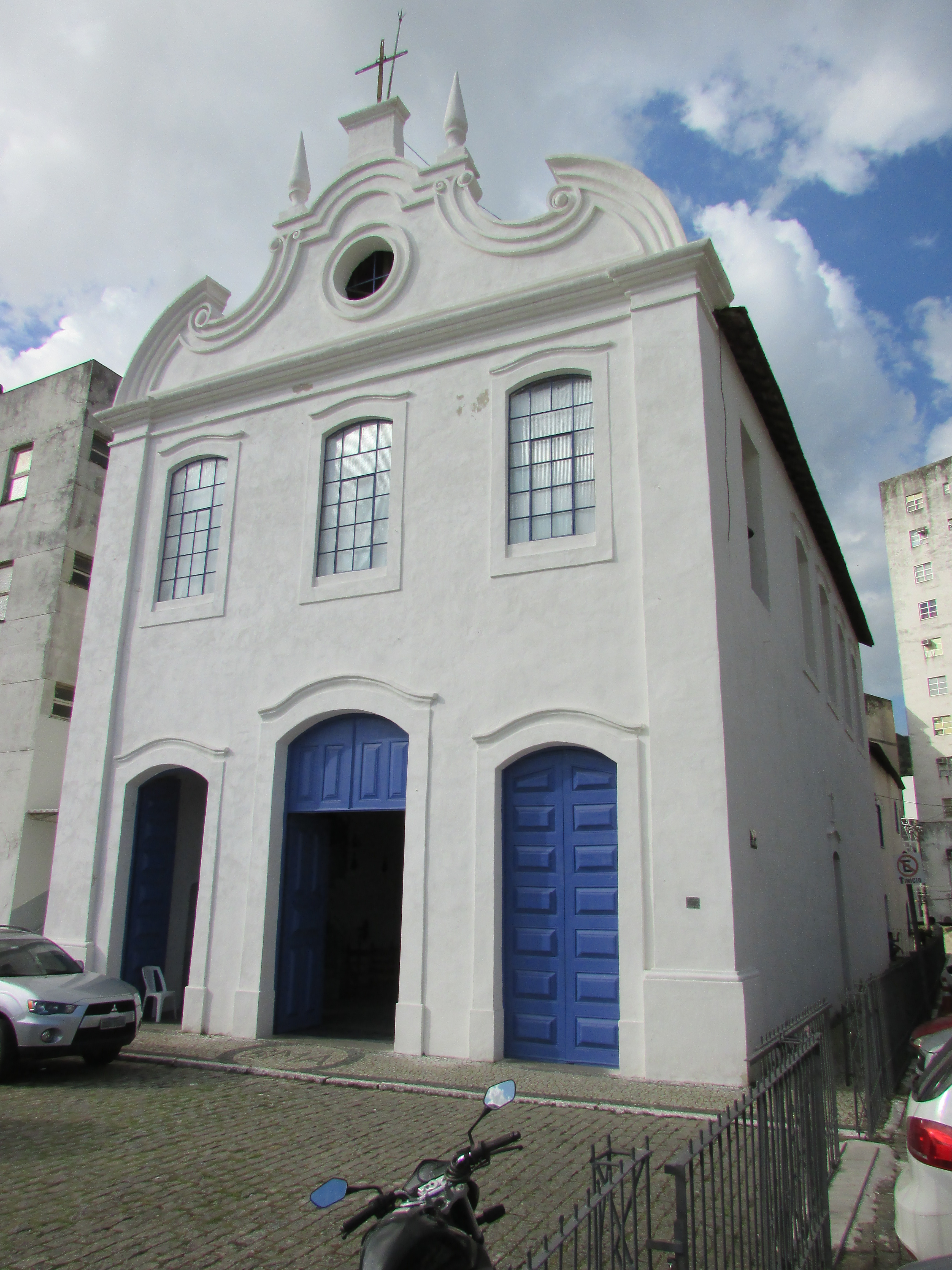
Fachada de la Iglesia de San Gonzalo en Vitória.

La Iglesia de San Gonzalo es un templo católico localizado en el centro histórico de la Ciudad de Vitória, capital del estado brasileño de Espírito Santo. La iglesia es popularmente conocida como la iglesia de las bodas duraderas y felices. 

## Historia
En el lugar donde hoy está erguido el templo ya había una capilla consagrada a nuestra Señora del Amparo y de la Buena Muerte construida por la Hermandad de mismo nombre. En 1715, la hermandad solicitó al obispado el permiso para edificación de un nuevo templo dedicado a San Gonzalo Garcia. Construida en piedra y cal tuvo su construcción concluida el seis de noviembre de 1766 siendo consagrada al santo portugués por el padre Antônio Pereira carneiro y el vicario Antônio Xavier de la villa de Vitória. 

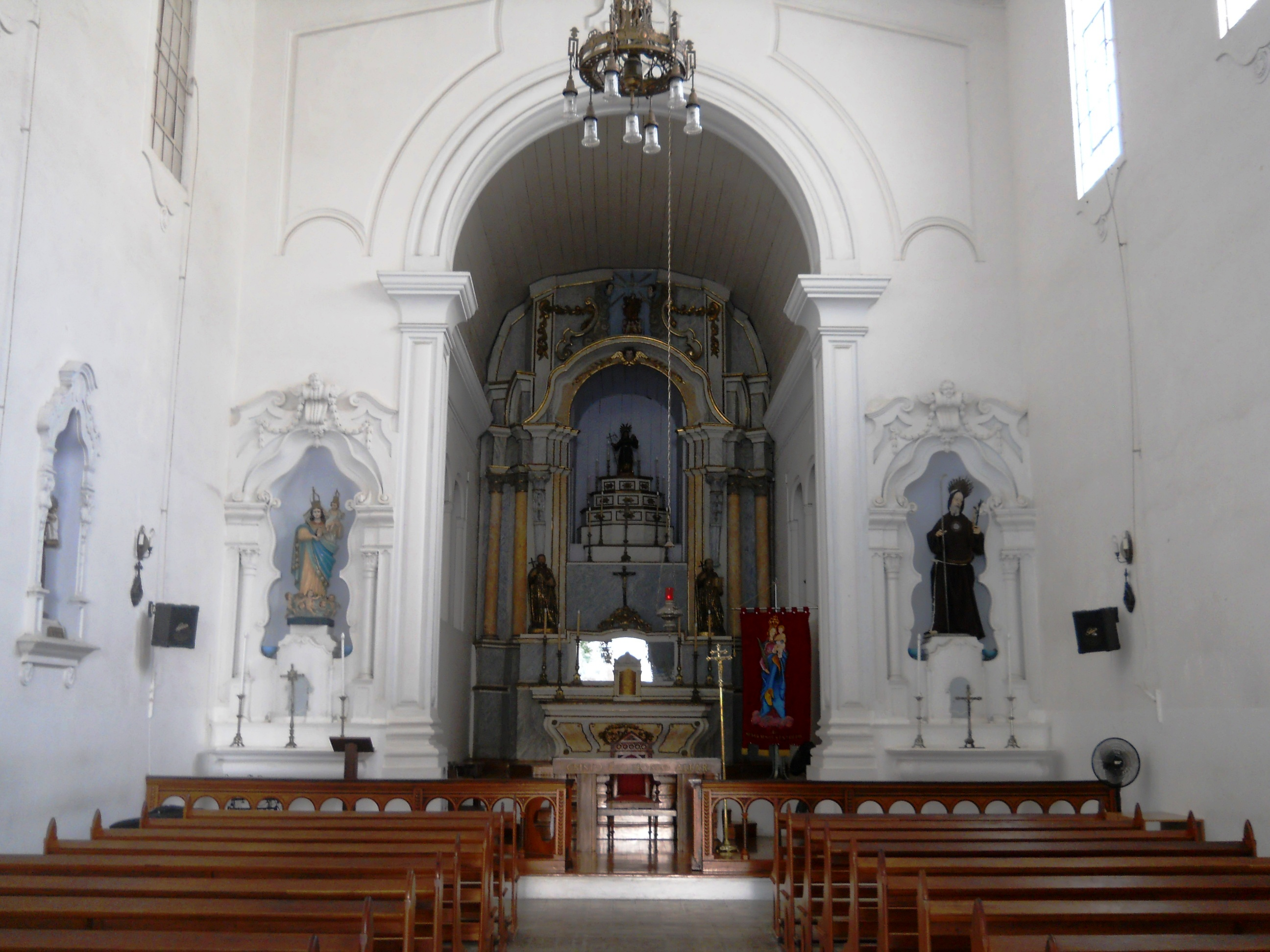
Altar-Mor de la Iglesia de San Gonzalo.

El templo cuenta con fachada característica del barroco. Sin embargo ,según fuentes secundarias, aunque haya habido una tentativa de mantenimiento del estilo barroco por medio de las curvas y contracurvas en la arquitectura, no es posible afirmar con exactitud que pertenezca a tal estilo, posiblemente está más para el siglo XIX. En la iglesia se encuentran dos imágenes portuguesas del siglo XVII oriundas de la Iglesia de San Tiago (actual Palacio Anchieta): la de Santo Ignácio de Loiola y a de San Francisco Xavier. Son las más preciosas y bellas imágenes sacras existentes en el estado.
La iglesia vivió su periodo áureo en el siglo XX, pues sirvió como sede parroquial y ejerció las funciones de Matriz y Catedral de Vitória. El día ocho de noviembre de 1948 fue tombada por el Instituto del Patrimonio Histórico y Artístico Nacional (IPHAN).